# Asimov’s Science Fiction
Asimov’s Science Fiction (рус. Научная фантастика Азимова), сокращённо Asimov’s или ASF — американский журнал, посвящённый научной фантастике и фэнтези.
Основан в 1977 году, до 1992 года выходил под названием Isaac Asimov’s Science Fiction Magazine (рус. Журнал научной фантастики Айзека Азимова). За время существования журнала на его страницах были опубликованы произведения более сотни авторов, впоследствии ставших лауреатами множества престижных наград, таких как премий «Хьюго», «Небьюла», «Локус» и других. Изданы десятки антологий лучших произведений.

## История
Идея создания журнала была предложена и осуществлена Джоэлом Дэвисом (англ. Joel Davis), президентом издательства Davis Publications, Inc., и заключалось в том, чтобы название издания выражало его суть и ассоциировалось с авторитетной персоной жанра. Выбор пал на Айзека Азимова — популяризатора науки и известного писателя-фантаста, который стал редакционным директором журнала. Азимов каждый номер открывал вступительной статьёй, а закрывал блоком ответов на вопросы читателей. После смерти Айзека Азимова в 1992 году, который регулярно писал научно-популярные обзоры для журнала, его дело по популяризации науки продолжили писатели Пат Мёрфи, Теодор Томас и Грегори Бенфорд.
Первый номер «Журнала научной фантастики Айзека Азимова» вышел в начале 1977 года, хотя был датирован декабрём 1976 года. Начиная с этого момента журнал объёмом в 192 страницы выходил под редакцией Джорджа Шизерса ежеквартально. С начала 1978 года журнал стал выходить раз в два месяца. Осенью того же года Шизерс стал лауреатом премии «Хьюго» как лучший профессиональный редактор. Окрылённый успехом, Дэвис приступил к изданию второго журнала, фактически неотличимого от первого — «Asimov's SF Adventure Magazine» (рус. Журнал НФ-приключений Азимова), однако проект был закрыт после четырёх выпусков.
В январе 1979 года журнал стал выходить ежемесячно, в связи с чем в декабре того же года его объём сократился до 176 страниц. За первые два года существования журнала на его страницах были изданы произведения таких авторов как Ларри Нивена, Джона Варли и других. А повесть «Враг мой» дебютанта Барри Лонгиера, за полгода опубликовавшего в журнале пять своих произведений, стала первой, которая получила сразу три главные американские награды жанра (премии «Хьюго», «Небьюла» и Дж. Кэмпбелла).
В 1980 году Джон Шизерс снова был удостоен премии «Хьюго» как лучший редактор. С января 1981 года журнал начал выходить один раз в четыре недели (13 выпусков в год), в апреле изменились оформление обложки и шрифт текста. В марте 1982 года сменился редактор журнала — им стала Кэтлин Молони (англ. Kathleen Moloney). В декабре этого же года впервые увидел свет среднедекабрьский номер. Спустя год кресло редактора заняла Шона Маккарти. Осенью 1984 года снова изменилось оформление журнала: обложка и шрифт, формат издания вновь увеличился до 192 страниц.
Важным событием для «Журнала научной фантастики Айзека Азимова» стала очередная смена редактора — в январе 1986 года им стал Гарднер Дозуа, который уже принимал участие в выпуске журнала в качестве помощника редактора и публиковался в качестве автора. Дозуа вывел журнал на передовые позиции в американской журнальной фантастике, и практически неизменно в течение 13 лет (с 1988 по 2001 годы, кроме 1994 года) становился лауреатом «Хьюго» как лучший профессиональный редактор (лауреатом премии «Локус» в той же номинации Гарднер становился 16 раз: с 1989 по 2004 годы включительно).
С ноября 1990 года в журнале появилась традиция выпуска сдвоенных номеров: цена меньше чем за два, объём 320 страниц. Такие выпуски стали популярны среди подписчиков и неизменно выходили каждый год в апреле. В августе 1991 года из-за финансовых трудностей журнал был вновь урезан до 176 страниц, а с февраля 1992 года начал печататься на более дешёвой (тонкой) бумаге.
В октябре 1992 года издательство Bantam Doubleday Dell (с октября 1996 года права на владение были переданы дочерней компании Dell Magazines) перекупило «Журнал научной фантастики Айзека Азимова» (вместе с другим популярным журналом Analog), и в ноябре название журнала изменилось на «Научная фантастика Азимова». В этот период на страницах журнала, помимо научно-фантастических произведений, появились новые жанры: киберпанк и фэнтези.
В 1996 году Dell Magazines была приобретена компанией Crosstown Publications, а с 2012 года стала частью Penny Publications под общим управлением компании Penny Press, со штаб-квартирой в Норуолке (Коннектикут) и объединённой службой поддержки клиентов Penny Press/Dell Magazines.
С марта 1996 года журнал был вновь урезан (до 160 страниц), а затем прекратилась практика печатания двойных апрельских номеров, вместо этого появился сдвоенный номер на 288 страниц в октябре/ноябре. В декабре того же года прекратилась практика «среднедекабрьских» номеров. В 1997 году у журнала «Научная фантастика Азимова» появился свой веб-сайт. С начала 1998 года у журнала увеличился формат (в соответствии с форматом журналов, издаваемых корпоративным родителем), но сократилось число страниц (до 144). В 2004 году с приходом нового редактора Шейлы Уильямс журнал начал выходить 10 раз в год (сдвоенные номера за апрель/май и октябрь/ноябрь). С 2008 года начали пользоваться популярностью цифровые версии журнала. С января 2017 года журнал стал выходить 6 раз в год (сдвоенные 208-страничные номера каждые два месяца).
За всё время существования журнала на его страницах печатались произведения более чем сотни авторов, чьи произведения стали лауреатами множества престижных наград (в том числе «Хьюго» [55 наград], «Небьюла» [30], «Локус» [33] , Всемирной премии фэнтези [6], премии Теодора Старджона [14] и других)), изданы десятки антологий лучших произведений жанра. На 2010 год тираж журнала составлял около 17000 тысяч экземпляров.

### Редакторы журнала
За всё время существования журнала пост главного редактора занимали:
- Джон Шизерс (англ. George H. Scithers) — с 1977 по 1982;
- Кэтлин Молони (англ. Kathleen Moloney) — 1982;
- Шона Маккарти — с 1983 по 1985;
- Гарднер Дозуа — с 1986 по 2004;
- Шейла Уильямс[англ.] — с 2004 по настоящее время.

## Награды
- 19 раз журнал становился лауреатом премии «Локус» в номинации «лучший журнал» (в 1988—2001, 2011—2014 и в 2016 годах)[19][20].
- В номинации «лучший редактор» были получены премии «Локус» 16 раз (Гарднер Дозуа в 1989—2004 годы)[20] и «Хьюго» 20 раз[21]:
  - Джон Шизерс (2), в 1978 и 1980 годах;
  - Шона Маккарти (1), в 1984 году;
  - Гарднер Дозуа (15), в 1980—1993, 1995—2001 и 2003—2004 годах;
  - Шейла Уильямс[англ.] (2), в 2011 и 2012 годы.

## Премия «Выбор читателей»
Вскоре после того, как должность главного редактора занял Гарднер Дозуа, у читателей журнала появилась возможность голосовать за понравившиеся произведения, тем самым выбирая лучших. Читательская премия Азимова (англ. Asimov’s Reader’s Awards) присуждается ежегодно с 1987 года в следующих номинациях:
- Лучшая повесть (англ. Best Novella);
- Лучшая короткая повесть (англ. Best Novellette);
- Лучший рассказ (англ. Best Short Story);
- Лучшее стихотворение (англ. Best Poetry), с 1988 года (кроме 1989).
- Лучший автор обложки (англ. Best Cover Artist), с 1988 года.
- Лучший внутренние иллюстрации (англ. Best Cover Artist), с 1988 по 2003 годы.

С появлением у журнала веб-сайта голосование стало доступно через интернет. Вручение премии происходит на ежегодном мероприятии, проводимом обычно в конце вручения премии «Небьюла», либо на конвенте любителей фантастики Worldcon.